# Kakanur, Channagiri
Kakanur là một làng thuộc tehsil Channagiri, huyện Davanagere, bang Karnataka, Ấn Độ.